# Protocolo de tratamiento
Un Protocolo terapéutico o de tratamiento es un documento usado en el ámbito de la sanidad, ya sea en medicina, enfermería o fisioterapia, que contiene información que sirve como una guía de tratamiento de situaciones específicas o enfermedades relevantes. 

## Partes de un protocolo de tratamiento
Un protocolo terapéutico incluye:
1. Una justificación de la generación del protocolo.
2. Un conjunto de definiciones operativas de los datos clínicos servirán de sustento al protocolo.
3. Un algoritmo de actuación para cada caso posible y representativo en la presentación de la enfermedad.
4. Un listado de los medicamentos a usar para el tratamiento de la patología en cuestión.
5. Una descripción de la actuación del personal sanitario en cada caso. Descrito por el algoritmo, incluyendo los exámenes auxiliares a solicitar y los medicamentos a usar, especificando las dosis, posología y consideraciones especiales.
6. Observaciones particulares para el caso de embarazo, pacientes pediátricos, ancianos, inmunodeprimidos, insuficiencia hepática o renal, diabetes, hipertensión arterial, insuficiencia cardiaca o cualquier otra patología relevante.
7. Referencias bibliográficas.